# František Parez
František Parez, též František Pařez (3. prosince 1893 – ???), byl český a československý politik Československé strany národně socialistické a poválečný poslanec Ústavodárného Národního shromáždění.

## Biografie
V roce 1946 se uvádí jako modelář Českomoravských strojíren. Bydlel v Praze-Hloubětíně. Byl starostou 9. okresu. Jako starosta IX. obvodu (Vysočany) se František Parez uvádí od roku 1938 do rozpuštění samosprávy roku 1939.
V parlamentních volbách v roce 1946 se stal poslancem Ústavodárného Národního shromáždění za národní socialisty. V parlamentu zasedal do voleb do Národního shromáždění roku 1948.
V roce 1949 byl zatčen a propuštěn po třech měsících. Roku 1950 byl vzat opětovně do vazby, obviněn z velezrady a odsouzen na patnáct let. Podle obžaloby měl organizovat vyzvědačskou síť ve Vysočanech a Hloubětíně.